# Хочу до «ВІА Гри»
«Хочу до "ВІА Гри"» — музичне реаліті-шоу про кастинг у популярну групу «ВІА Гра». Ідею запропонував режисер Алан Бадоєв після того, як продюсер групи Костянтин Меладзе заявив, що розпускає її останній склад. В Україні шоу транслював канал «1+1».
У виборі нових учасниць групи продюсеру допомагали професійні експерти і відомі співачки — колишні учасниці гурту «ВІА Гра». Головним суддею були глядачі, які обирали нових учасниць гурту.
Переможцями шоу й учасницями групи стали: Еріка Герцег, Анастасія Кожевнікова та Міша Романова. Фіналістки Альона Каримська та Олександра Попова, разом увійшли у квартет «Taboo», під продюсуванням Анни Сєдокової, але колектив довго не існував і Олександра стала учасницею групи «Фабрика». Діана Іваницька і Марія Гончарук створили групу «DINAMA».

## Кастинг
Кастинги в оновлену «ВІА Гру» проходили одночасно у трьох країнах — Росії, Україні та Казахстані. Меладзе та Бадоєв не висували жорстких вимог щодо зовнішності. Найголовніше, за словами продюсера, щоб дівчата були талановиті та мали живі емоції. Вік учасниць — від 16 років.
Кастинг проходив у два етапи: 1 — попередній кастинг, де редакторською групою підбиралися найкращі кандидати з тисяч учасників; 2 — кастинг за участю журі та Костянтина Меладзе.
Охочих потрапити до «ВІА Гри» виявилися тисячі. Наприклад, на перший попередній кастинг в Києві 16 грудня 2012 року прийшли близько тисячі дівчат. При цьому географія учасниць кастингу виявилася широкою — окрім Білорусі та Росії, в попередньому кастингу взяли участь дівчата із США та Монголії.

## Випуски

### Випуск №1: Кастинг в Україні
Журі: Ігор Вєрник, Надія Мейхер, Костянтин Меладзе.
Ганна Карапетян отримала від Констянтина Меладзе "так", але згодом відмовилася від участі в шоу за власним бажанням.
   Учасниця не пройшла до другого туру
| №  | Ім'я та прізвище      | Вік *    | Місто           | Пісня                                                           |
| -- | --------------------- | -------- | --------------- | --------------------------------------------------------------- |
| 1  | Еріка Герцег          | 25 років | Ужгород         | «Цветок и нож» «ВІА Гра»                                        |
| 2  | Ганна Мальцева        | 19 років | Запоріжжя       | «Там нет меня» Володимир Пресняков                              |
| 3  | Олександра Попова     | 22 роки  | Донецьк         | «Вахтёрам» «Бумбокс»                                            |
| 4  | Ельвіра Ярославська   | 24 роки  | Дніпропетровськ | «My Emancipation» «ВІА Гра»                                     |
| 5  | Богдана Назарова      | 22 роки  | Київ            | «Любовь спасёт мир» Віра Брежнєва                               |
| 6  | Лілія Лікун †         | 21 рік   | Новоукраїнка    | «WWW» / «Обмани, но останься» «Ленінград» / «ВІА Гра»           |
| 7  | Роксолана Семенюк     | 22 роки  | Бровари         | «ქუჩაში ერთხელ» Ніно Катамадзе                                  |
| 8  | Юлія Шевченко         | 21 рік   | Лубни           | «Край, мій рідний край» Софія Ротару                            |
| 9  | Ганна Карапетян **    | 25 років | Київ            | «Три зимы» Анастасія Приходько                                  |
| 10 | Марія Гнатенко        | 21 рік   | Рокитне         | «На большом воздушном шаре» Йолка                               |
| 11 | Міша Романова         | 23 роки  | Херсон          | «Покажи, как надо любить» / «Fallin'» Міша Романова / Аліша Кіз |
| 12 | Світлана Дзонін       | 24 роки  | Золотоноша      | «Я мечтала в сладком сне»                                       |
| 13 | Юлія Лаута            | 23 роки  | Київ            | «Сумасшедший» «ВІА Гра»                                         |
| 14 | Тетяна Царик          | 22 роки  | Київ            | «Я же его любила» «Софія Ротару»                                |
| 15 | Юлія Тойвонен         | 26 років | Київ            | «Убей мою подругу» «ВІА Гра»                                    |
| 16 | Анастасія Кожевнікова | 20 років | Южноукраїнськ   | «Безответно» Валерій Меладзе, Анастасія Приходько               |
| 17 | Олександра Скляр      | 28 років | Київ            | «Медали» Ірина Дубцова                                          |

* вік вказано на момент трансляції.
** відмовилась від подальшої участі в шоу.

### Випуск №2: Кастинг на Росії
Журі: Ігор Вєрник, Альбіна Джанабаєва, Костянтин Меладзе.
   Учасниця не пройшла до другого туру
| №  | Ім'я та прізвище     | Вік *    | Місто           | Пісня                                                                      |
| -- | -------------------- | -------- | --------------- | -------------------------------------------------------------------------- |
| 1  | Джанет Кердікошвілі  | 20 років | Тбілісі         | «Вчера» Алсу                                                               |
| 2  | Ганна Каллучі        | 22 роки  | Челябінськ      | «Ніжність» Анна Герман                                                     |
| 3  | Вілена Хайрнасова    | 24 роки  | Челябінськ      | «Stronge Enough» Шер                                                       |
| 4  | Злата Хрящікова      | 24 роки  | Перм            | «Я же говорила» Ані Лорак                                                  |
| 5  | Юліанна Лукашева     | 23 роки  | Москва          | «My Number One» Єлена Папарізу                                             |
| 6  | Ганна Селіванова     | 29 років | Москва          | «Зажигай сердце» Ані Лорак                                                 |
| 7  | Наталія Бурова       | 25 років | Москва          | «До свидания, мама» «Моральный кодекс»                                     |
| 8  | Ельвіра Абдульманова | 26 років | Казань          | «Feeling Good» Ніна Сімон                                                  |
| 9  | Наталія Полуектова   |          | Нурлат          | «Je taime» Лара Фабіан                                                     |
| 10 | Марія Калошина       | 28 років | Москва          | «Если в сердце живет любовь» / «Мой друг» Юлія Савічева / «Машина времени» |
| 11 | Вікторія Нікуліна    | 22 роки  | Москва          | «Отвали» Лоліта                                                            |
| 12 | Катерина Пригода     | 20 років | Москва          | «Романс» «Сплин»                                                           |
| 13 | Тетяна Сергеєва      | 39 років | Москва          | «Поцелуи» «ВІА Гра»                                                        |
| 14 | Альона Каримська     | 27 років | Санкт-Петербург | «Я вышла на Пикадилли» Лайма Вайкуле                                       |
| 15 | Юліанна Полуботко    | 26 років | Москва          | «О, Боже, какой мужчина» Наталі                                            |
| 16 | Юлія Єфременкова     | 26 років | Туапсе          | «Гармонь моя» Людмила Зикіна                                               |

* вік вказано на момент трансляції.

### Випуск №3: Кастинг у Казахстані і Білорусі
Журі: Костянтин Меладзе, Ігор Вєрник, Альона Вінницька. 
   Учасниця не пройшла до другого туру
| №  | Ім'я та прізвище         | Вік *    | Місто     | Пісня                                                    |
| -- | ------------------------ | -------- | --------- | -------------------------------------------------------- |
| 1  | Олена Піщикова           | 27 років | Вітебськ  | Alicia Keys «Fallin’»                                    |
| 2  | Каріна Фазлієва          | 22 роки  | Алмати    | Лолита «Мачо»                                            |
| 3  | Єлизавета-Марія Нікітіна | 20 років | Ташкент   | Beyonce «Single Ladies»                                  |
| 4  | Катерина Волкова         | 24 роки  | Мінськ    | Serebro «Мама Люба»                                      |
| 5  | Тамріс Тастамбекова      | 24 роки  | Алмати    | Алла Пугачева «Любовь, похожая на сон»                   |
| 6  | Тетяна Стародуб          | 23 роки  | Мінськ    | Жанна Рождественская «Гадалка»                           |
| 7  | Анастасія Росошанська    | 24 роки  | Алмати    | Whitney Houston «Queen of the Night»                     |
| 8  | Каріна Кан               | 21 рік   | Москва    | ВИА Гра «Поцелуи»                                        |
| 9  | Елена Місюра             |          | Білорусь  | Валерий Меладзе «Текила-любовь»                          |
| 10 | Адель Шавдунова          | 18 років | Алма-Ата  | Duffy «Mercy»                                            |
| 11 | Антоніна Давидова        | 21 рік   | Мінськ    | ВИА Гра «Не надо»                                        |
| 12 | Гульнур Малікова         | 24 роки  | Алмати    | Традиционная казахская песня «Балхадиша»                 |
| 13 | Крістіна Акулова         | 29 років | Караганда | Quest Pistols «Белая стрекоза любви»                     |
| 14 | Наталія Кочкіна          | 25 років | Алмати    | Christina Aguilera, Lil’ Kim, Mya, Pink «Lady Marmalade» |
| 15 | Тамаша Орланбаєва        | 25 років | Алмати    | «Любовь настала»                                         |

### Випуск №4: Другий тур
За висновками першого туру було відібрано 60 дівчат для подальшої участі у другому турі. 23 дівчини з України, 17 із Росії, 12 із Казахстану і 8 з Білорусі. Перед початком другого туру вони повинні були пройти ще одне випробування. За 20 хвилин, разом із хореографом, дівчатам потрібно було вивчити танець. За цим процесом спостерігав Костянтин Меладзе. Він потім обирав дівчат, які продовжили участь у другому турі. За результатом — проєкт покинула 21 дівчина.
Олександра Скляр покинула проєкт по власному бажанню, навіть не вивчивши танцювальну зв'язку.
Журі: Костянтин Меладзе, Ігор Вєрник, Анна Сєдокова.
     —  Дівчина пройшла у другий тур, але не проявила себе у танці. 

#### Частина 1: Танець
| Номер | Учасниця (країна)     | Пройшла / не пройшла                |
| ----- | --------------------- | ----------------------------------- |
| 1     | Олександра Скляр      | Покинула проєкт по власному бажанню |
| 2     | Еріка Герцег          | Пройшла                             |
| 3     | Ельвіра Абдульманова  | Пройшла                             |
| 4     | Міша Романова         | Пройшла                             |
| 5     | Лілія Лікун †         | Пройшла                             |
| 6     | Тамаша Орланбаєва     | Не пройшла                          |
| 7     | Катерина Пригода      | Пройшла                             |
| 8     | Олександра Попова     | Пройшла                             |
| 9     | Юлія Тойвонен         | Пройшла                             |
| 10    | Тетяна Царик          | Пройшла                             |
| 11    | Анастасія Кожевнікова | Пройшла                             |
| 12    | Вілена Хайрнасова     | Пройшла                             |
| 13    | Юліанна Лукашева      | Пройшла                             |
| 14    | Наталія Бурова        | Пройшла                             |
| 15    | Джанет Кердікошвілі   | Пройшла                             |
| 16    | Альона Каримська      | Пройшла                             |
| 17    | Юлія Єфременкова      | Пройшла                             |
| 18    | Катерина Волкова      | Пройшла                             |
| 19    | Анастасія Росошанська | Пройшла                             |
| 20    | Адель Шавдунова       | Пройшла                             |
| 21    | Гульнур Малікова      | Пройшла                             |
| 22    | Богдана Назарова      | Пройшла                             |

#### Частина 2: Головна сцена
| Номер команди | Учасниці команди                                           | Пісня                                             | Результат                                                           |
| ------------- | ---------------------------------------------------------- | ------------------------------------------------- | ------------------------------------------------------------------- |
| 1             | Еріка Герцег Міша Романова Юлія Тойвонен                   | ВІА Гра «Стоп! Стоп! Стоп!»                       | Так                                                                 |
| 2             | Евгенія Насонова Юліанна Лукашева Ольга Сансевич           | ВІА Гра «Алло, мам!»                              | Ні                                                                  |
| 3             | Олександра Попова Діана Іваницька Анастасія Шавлюк         | Валерій Меладзе, Анастасія Приходько «Безответно» | Олександра Попова — Так Діана Іваницька — Так Анастасія Шавлюк — Ні |
| 4             | Богдана Назарова Мар'яна Зубко Гульнур Малікова            | А'Студіо «Улетаю»                                 | Ні                                                                  |
| 5             | Лілія Лікун † Юліана Полуботко Катерина Михайлицька        | Потап, Настя Каменських «Хуторянка»               | Ні                                                                  |
| 6             | Тетяна Царик Катерина Волкова Каріна Фазлієва              | Валерій Меладзе і ВІА Гра «Притяженья больше нет» | Так                                                                 |
| 7             | Юлія Єфременкова Марія Калошина відмовилась Наталія Бурова | ВІА Гра «Я не вернусь»                            | Так                                                                 |
| 8             | Юлія Лаута Марія Гончарук Ольга Хареба                     | ВІА Гра «Биология»                                | Марія Гончарук — Так Юлія Лаута — Так Ольга Хареба — Ні             |
| 9             | Валерія Демченко Олена Місюра Адель Шавдунова              | ВІА Гра «Цветок и нож»                            | Олена Місюра — Ні Валерія Демченко — Ні Адель Шавдунова — Так       |
| 10            | Анастасія Кожевнікова Олена Пищікова Діана Шимановська     | James Brown «I Got You (I Feel Good)»             | Так                                                                 |
| 11            | Ельвіра Абдульманова Катерина Пригода Вілена Хайрнасова    | ВІА Гра «Убей мою подругу»                        | Так                                                                 |
| 12            | Дарія Царителлі Анастасія Росошанська Каріна Кан           | ВІА Гра «Океан и три реки»                        | Анастасія Росошанська — Так Каріна Кан — Так Дарія Царителлі — Ні   |
| 13            | Джанет Кердікошвілі Олена Каримська Наталія Полуектова     | ВІА Гра «My Emancipation»                         | Так                                                                 |

На цьому етапі, Марія Калошина відмовилась від участі в шоу за власним бажанням.

### Випуск №5: Битва за наставницю
—  Наставниця вибрала групу  
      —  Тренер вибрав групу, але Костянтин Меладзе — відмінив  
      —  Групи не були вибрані наставницями, але, за рішенням Костянтина Меладзе групи перейшли під керівництво наставниць, які не вибрали собі групи  
      —  Група покинула шоу  
      —  Дана наставниця не вибрала цю групу, але друга її вибрала 
| Номер | Виконавець                                                              | Пісня                                      | Вибір наставниць | Вибір наставниць | Вибір наставниць   | Вибір наставниць | Вибір наставниць   | Вибір наставниць |
| Номер | Виконавець                                                              | Пісня                                      | Надія Мейхер     | Санта Дімопулос  | Меседа Багаудінова | Альона Вінницька | Альбіна Джанабаєва | Анна Сєдокова    |
| ----- | ----------------------------------------------------------------------- | ------------------------------------------ | ---------------- | ---------------- | ------------------ | ---------------- | ------------------ | ---------------- |
| 1     | Олександра Попова Юлія Лаута Олена Каримська                            | Блестящие «За четыре моря»                 | —                | —                | —                  | —                | —                  |                  |
| 2     | Тетяна Царик Джанет Кердікошвілі відмовилась від участі Каріна Фазлієва | Reflex «Сойти с ума»                       | —                | —                | —                  | —                |                    | —                |
| 3     | Юлія Єфременкова Катерина Волкова Адель Шавдунова                       | Serebro «Мало тебя»                        | —                | —                | —                  | —                | —                  | —                |
| 4     | Юлія Тойвонен Анастасія Росошанська Каріна Кан                          | Гарячий Шоколад «Береги»                   | —                |                  | —                  | —                | —                  | —                |
| 5     | Марія Гончарук Діана Іваницька Катерина Пригода                         | ТАТУ «Я сошла с ума»                       | —                | —                | —                  |                  | —                  | —                |
| 6     | Вілена Хайрнасова Наталія Бурова Ельвіра Абдульманова                   | Фабрика «Я тебя зацелую»                   | —                | —                |                    | —                | —                  | —                |
| 7     | Еріка Герцег Анастасія Кожевнікова Міша Романова                        | Serebro «Песня Номер Один»                 |                  | —                | —                  | —                |                    | —                |
| 8     | Наталія Полуектова Олена Пищікова Діана Шимановська                     | «Винтаж» і Олена Корікова «Плохая девочка» | —                | —                | —                  | —                | —                  | —                |

На цьому етапі, Джанет Кердікошвілі покинула шоу через обставини. Її замінила Юлія Єфременкова, яка мала покинути проєкт.

### Випуск №6: Битва наставниць
Прем'єра на ТВ: 12 жовтня 2013 року.

У першому етапі шість груп під керуванням своїх наставниць показали власне виконання пісні із репертуару ВІА Гри. Після цього етапу, одна з груп покинула з наставницею шоу.

П'ять груп, які залишились, вже без своїх наставниць, виконали світовий хіт. Після цього етапу, ще одна група покинула шоу.

#### Етап 1: Дует з наставницею
—  Група покинула шоу  
      — Наставниця відмовилась від групи 
      — Група пройшла в наступний етап / наставниця успішно виступила з групою
| Номер | Пісня                       | Група                                                 | Наставниця         |
| ----- | --------------------------- | ----------------------------------------------------- | ------------------ |
| 1     | ВІА Гра «Океан и три реки»  | Тетяна Царик Юлія Єфременкова Каріна Фазлієва         | Альбіна Джанабаєва |
| 2     | ВІА Гра «Пошёл вон»         | Юлія Тойвонен Анастасія Росошанська Каріна Кан        | Санта Дімопулос    |
| 3     | ВІА Гра «Стоп! Стоп! Стоп!» | Олександра Попова Юлія Лаута Олена Каримська          | Анна Сєдокова      |
| 4     | ВІА Гра «Поцелуи»           | Вілена Хайрнасова Наталія Бурова Ельвіра Абдульманова | Меседа Багаудінова |
| 5     | ВІА Гра «Сумасшедший»       | Еріка Герцег Анастасія Кожевнікова Міша Романова      | Надія Мейхер       |
| 6     | ВІА Гра «Попытка № 5»       | Марія Гончарук Діана Іваницька Катерина Пригода       | Альона Вінницька   |

#### Етап 2: Світовий хіт
—  Група покинула шоу  
      —  Група пройшла в наступний етап 
| Номер | Пісня                            | Група                                                 | Наставниця         |
| ----- | -------------------------------- | ----------------------------------------------------- | ------------------ |
| 1     | Pink «Family Portrait»           | Вілена Хайрнасова Наталія Бурова Ельвіра Абдульманова | Меседа Багаудінова |
| 2     | Christina Aguilera «Hurt»        | Еріка Герцег Анастасія Кожевнікова Міша Романова      | Надія Мейхер       |
| 3     | Spice Girls «Spice Up Your Life» | Марія Гончарук Діана Іваницька Катерина Пригода       | Альона Вінницька   |
| 4     | Rihanna «Umbrella»               | Олександра Попова Юлія Лаута Олена Каримська          | Анна Сєдокова      |
| 5     | Тоні Брекстон «Unbreak My Heart» | Тетяна Царик Юлія Єфременкова Каріна Фазлієва         | Альбіна Джанабаєва |

### Випуск №7: Фінал
У першому етапі групи показали свої версії чоловічих хітів. В результаті одна група покинула шоу. 

Групи, які залишились, у другому етапі, заспівали дуетом з відомими виконавцями. Дівчата до останнього моменту не знали, з ким і яку із 3 пісень їм треба виконати.

У третьому етапі, два кращих тріо виконали хіт Костянтина Меладзе під акомпанемент його самого. Дівчата дізнались пісні, які їм довелось виконати, всього за 20 хвилин до виходу на сцену.

#### Етап 1: Чоловічий хіт
—  Група покинула шоу  
      —  Група пройшла в наступний етап 
На цьому етапі утворився дует Діана–Марія, так як Катерина Пригода була знята з конкурсу через погіршення здоров'я.
| Номер | Пісня                                            | Група                                                                               | Наставниця         |
| ----- | ------------------------------------------------ | ----------------------------------------------------------------------------------- | ------------------ |
| 1     | Григорій Лепс і Ірина Аллегрова «Я тебе не верю» | Еріка Герцег Анастасія Кожевнікова Міша Романова                                    | Надія Мейхер       |
| 2     | Чиж & Co «О любви»                               | Марія Гончарук Діана Іваницька Катерина Пригода знята з конкурсу за станом здоров'я | Альона Вінницька   |
| 3     | Браво «Я — то, что надо»                         | Олександра Попова Юлія Лаута Олена Каримська                                        | Анна Сєдокова      |
| 4     | Океан Ельзи «Без бою»                            | Тетяна Царик Юлія Єфременкова Каріна Фазлієва                                       | Альбіна Джанабаєва |

#### Етап 2: Пісня з зіркою
—  Група покинула шоу  
      —  Група пройшла в наступний етап 
В зв'язку з тим, що Катерина Пригода покинула проект, по стану здоров'я, Костянтин Меладзе вирішив знайти заміну учасниці з покинувших у цьому етапі дівчат, щоб битва гуртів була рівноцінна. Він покликав Юлію Лауту і Тетяну Царик. В фінальному результаті, Юлія Лаута приєдналася до дуету Діана–Марія, а Анна Сєдокова стала другою наставницею у тріо.
| Номер | Зірка               | Пісня                                     | Група                                                                               | Наставниця       |
| ----- | ------------------- | ----------------------------------------- | ----------------------------------------------------------------------------------- | ---------------- |
| 1     | Володимир Пресняков | Валерій Меладзе «Небеса»                  | Олександра Попова Юлія Лаута Олена Каримська                                        | Анна Сєдокова    |
| 2     | Потап               | Потап, Настя Каменських «Чумачечая весна» | Марія Гончарук Діана Іваницька Катерина Пригода знята з конкурсу за станом здоров'я | Альона Вінницька |
| 3     | Валерій Меладзе     | Валерій Меладзе «Текила-любовь»           | Еріка Герцег Анастасія Кожевнікова Міша Романова                                    | Надія Мейхер     |

#### Етап 3: Пісня під акомпанемент Костянтина Меладзе
| Номер | Пісня                                             | Група                                            | Наставниця                                               |
| ----- | ------------------------------------------------- | ------------------------------------------------ | -------------------------------------------------------- |
| 1     | ВІА Гра «Не оставляй меня, любимый!»              | Марія Гончарук Діана Іваницька Юлія Лаута        | Альона Вінницька і Анна Сєдокова (Наставниця Юлії Лаути) |
| 2     | Алла Пугачова і Христина Орбакайте «Опять метель» | Еріка Герцег Анастасія Кожевнікова Міша Романова | Надія Мейхер                                             |

### Випуск №8: Гала-концерт
Фіналом проєкту «Хочу до "ВІА Гри"» став гала-концерт в московському Crocus City Hall, де були оголошені переможці конкурсу. На гала-концерті дві групи фіналісток проєкту виконали нові пісні, які були написані Костянтином Меладзе. Також в гала-концерті взяли участь наставниці проєкту і запрошені зірки.
| Номер | Учасниці | Тип виступу          | Пісня                        |
| ----- | --- | -------------------- | ---------------------------- |
| 1     | Еріка Герцег, Анастасія Кожевнікова, Міша Романова                                                                                              | Прем'єра пісні       | «Перемирие»                  |
| 2     | Марія Гончарук, Діана Іваницька, Юлія Лаута | Прем'єра пісні       | «Я верю в любовь»            |
| 3     | Йолка | Запрошена зірка      | «Лети, Лиза»                 |
| 4     | Поліна Гагаріна | Запрошена зірка      | «Навек»                      |
| 5     | Винтаж | Запрошена зірка      | «Знак Водолея»               |
| 6     | Альона Вінницька і Марія Гончарук, Діана Іваницька, Юлія Лаута                                                                                  | Виступ з наставницею | «Он»                         |
| 7     | Альбіна Джанабаєва | Запрошена зірка      | «Надоели»                    |
| 8     | Надія Мейхер і Еріка Герцег, Анастасія Кожевнікова, Міша Романова                                                                               | Виступ з наставницею | «Притяженья больше нет»      |
| 9     | Анна Сєдокова | Запрошена зірка      | «Между нами кайф»            |
| 10    | Валерій Меладзе і Валерія | Запрошені зірки      | «Не теряй меня»              |
| 11    | Віра Брежнєва, Надія Мейхер, Альбіна Джанабаєва, Марія Гончарук, Діана Іваницька, Юлія Лаута Еріка Герцег, Анастасія Кожевнікова, Міша Романова | Фінальна пісня       | «Не оставляй меня, любимый!» |

#### Голосування за країнами
| Країна                                           | Україна | Казахстан | Білорусь | Росія |
| ------------------------------------------------ | ------- | --------- | -------- | ----- |
| Еріка Герцег Анастасія Кожевнікова Міша Романова | 68 %    | 47 %      | 49 %     | 47 %  |
| Марія Гончарук Діана Іваницька Юлія Лаута        | 32 %    | 53 %      | 51 %     | 53 %  |

#### Загальне голосування
— Дівчата стали новим складом групи «ВІА Гра»
| Країна                                           | Україна | Казахстан | Білорусь | Росія   | Разом   |
| ------------------------------------------------ | ------- | --------- | -------- | ------- | ------- |
| Еріка Герцег Анастасія Кожевнікова Міша Романова | 38,02 % | 1,32 %    | 2,44 %   | 17,26 % | 59,04 % |
| Марія Гончарук Діана Іваницька Юлія Лаута        | 17,7 %  | 1,48 %    | 2,48 %   | 19,3 %  | 40,96 % |